# 800 leguas por el Amazonas
800 leguas por el Amazonas és una pel·lícula mexicana dirigida el 1959 per Emilio Gómez Muriel, basada en el llibre de Jules Verne La jangada. Huit cents lieues sur l'Amazone. Fou presentada a la selecció oficial del Festival Internacional de Cinema de Sant Sebastià 1959.

## Argument
Joao Garral, un escriptor brasiler que viu com a hisendat a la selva peruana, ha d'anar a Belem (Brasil) per les noces de Manuel i Minha, però li diu a la seva esposa que no anirà sense aclarir-li que hi ha alguna cosa en el seu passat que li impedeix tornar a aquest lloc. Després dels precs de la seva esposa Yaquila, accedeix a anar en un accidentat viatge per l'Amazones guiat per Antonio, qui sembla conèixer aquesta part ombrívola del seu passat; aquest el delata i Joao és detingut per un crim que ha comès.

## Repartiment
- Carlos López Moctezuma... Joao
- Rafael Bertrand... Torres
- Elvira Quintana... Minha
- Raúl Farell... Benito
- María Duval ... Lina
- Beatriz Aguirre ... Yaquita
- Federico Curiel ... Fragoso
- Enrique Aguilar ... Manuel
- Hortensia Santoveña... Cibela
- Wilson Viana ... Pilot
- Nicolás Rodríguez ... Pare Passhana
- Antonio Raxel	... Juez Jarriquez
- Armando Gutiérrez ...	Ortega
- Pilar Souza ... Lorenza
- Genaro de Alba ... Oficial